# Juazeiro (microregio)
Juazeiro is een van de 32 microregio's van de Braziliaanse deelstaat Bahia. Zij ligt in de mesoregio Vale São Francisco da Bahia en grenst aan de deelstaten Piauí in het westen en noordwesten en Pernambuco in het noordoosten, de microregio Paulo Afonso in het oosten, de mesoregio's Nordeste Baiano en Centro-Norte Baiano in het zuidoosten en zuiden en de microregio Barra in het zuidwesten. De microregio heeft een oppervlakte van ca. 55.830 km². Midden 2004 werd het inwoneraantal geschat op 440.824.
Acht gemeenten behoren tot deze microregio:
- Campo Alegre de Lourdes
- Casa Nova
- Curaçá
- Juazeiro
- Pilão Arcado
- Remanso
- Sento Sé
- Sobradinho

Mesoregio's: Centro-Norte Baiano · Centro-Sul Baiano · Extremo Oeste Baiano · Metropolitana de Salvador · Nordeste Baiano · Sul Baiano · Vale São-Franciscano da Bahia

Microregio's: Alagoinhas · Barra · Barreiras · Bom Jesus da Lapa · Boquira · Brumado · Catu · Cotegipe · Entre Rios · Euclides da Cunha · Feira de Santana · Guanambi · Ilhéus-Itabuna · Irecê · Itaberaba · Itapetinga · Jacobina · Jequié · Jeremoabo · Juazeiro · Livramento do Brumado · Paulo Afonso · Porto Seguro · Ribeira do Pombal · Salvador · Santa Maria da Vitória · Santo Antônio de Jesus · Seabra · Senhor do Bonfim · Serrinha · Valença · Vitória da Conquista